# Slot Augustusburg en slot Falkenlust
Het slot Augustusburg en slot Falkenlust in Brühl in de deelstaat Noordrijn-Westfalen behoren tot de belangrijkste bouwwerken van de barok en de rococo in Duitsland. Sinds 1984 staan zij op de UNESCO-lijst van werelderfgoed.
Het slot Augustusburg werd aan het begin van de achttiende eeuw gebouwd in opdracht van Clemens August I van Beieren, de keurvorst van Keulen. De belangrijkste architecten waren Johann Conrad Schlaun en François de Cuvilliés. Het gebouw heeft een schitterende staatsietrap ontworpen door Balthasar Neumann. Clemens August liet Renier Roidkin in de periode 1733-1737 ongeveer tweehonderd vedute tekenen, die gebruikt werden als decoratie van het complex. Het park werd vanaf 1842 aangelegd door de bekende Pruisische tuin- en landschapsarchitect Peter Joseph Lenné.
Van kort na de Tweede Wereldoorlog tot 1994 werd Augustusburg gebruikt als receptieruimte door de Duitse president, omdat het niet ver van Bonn gelegen is, de toenmalige hoofdstad van de Bondsrepubliek Duitsland.

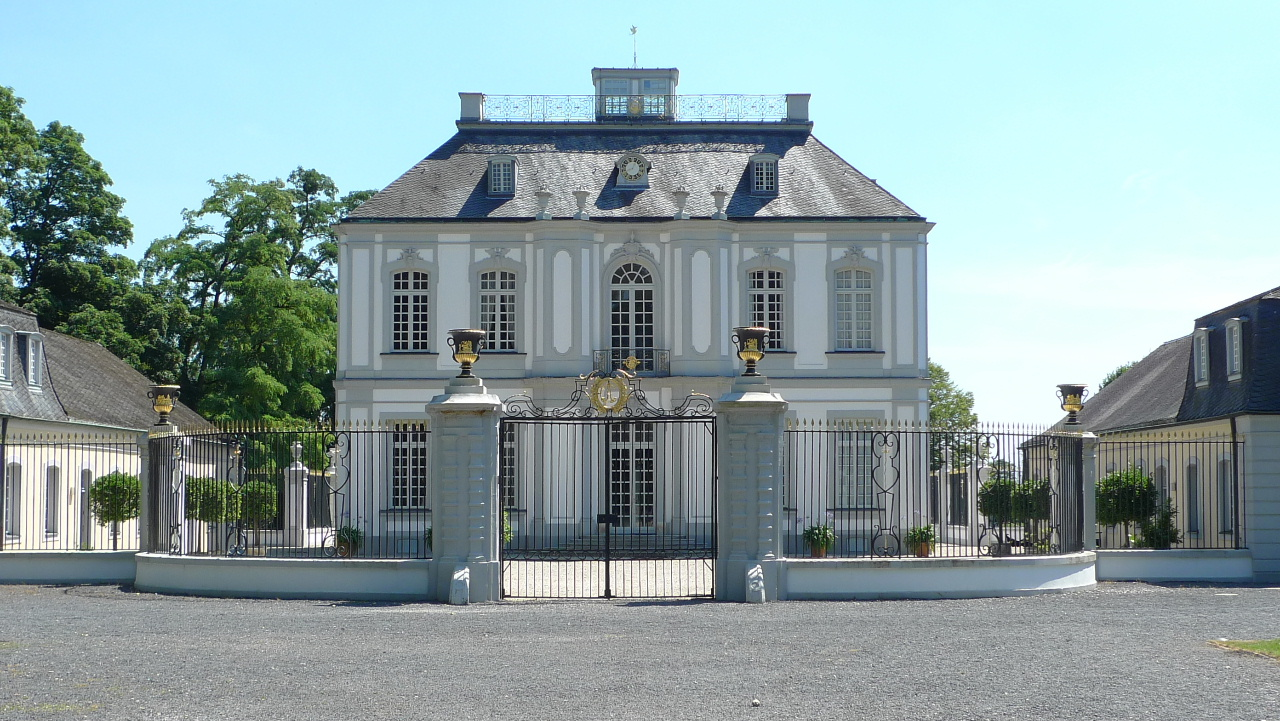
Slot Falkenlust.

Falkenlust werd gebouwd tussen 1729 en 1740, in de stijl van het jachtslot Amalienburg in het park van slot Nymphenburg in München, door François de Cuvilliés.